# Израилова, Мозол Александровна
Мозол Александровна Израилова (род. 18 марта 1955, Дербент, СССР) — советская и российская актриса горско-еврейского театра. Указом Президиума Верховного Совета Дагестана, за многолетний труд и высокие заслуги в области культуры, Мозол Израиловой было присвоено звание «Заслуженный работник культуры Республики Дагестан».

## Биография
Мозол Израилова родилась в Дербенте, Дагестан, в семье горских евреев.
Интерес к театру у Мозол Израиловой пробудился с детства. Как окончила школу, она, часто ходила с семьёй на спектакли. Ей нравились положительные герои. Любила придумывать костюмы и выступать перед друзьями и родителями.
В 1972 году, в возрасте семнадцати лет, Мозол Израилова устроилась работать актрисой в горско-еврейский театр. В то время руководителем театра был Абрам Авдалимов. Она сотрудничала с известными театральными актерами, такими как Бикель Мататова (1928—2013), Авшалум (Шори) Нахшунов (1925—1997), Разиил Ильягуев (1945—2016), Роман Изъяев (1940—2018), Ева Шальвер и с многими другими актерами.
Мозол Израилова играла во многих постановках театра, часто гланые роли. В комедийной пьесе Хизгила Авшалумова «Хан и визирь» ей досталась роль служанки. В пьесе «Гадальщик-обманщик» (гор.-евр. «Дургуне фолчи»), она играла роль Остиграс. В пьесе Узеира Гаджибекова «Свекровь» (гор.-евр. «Гайнана»), Мозол Израилова играла роль невесты, Севды. В спектакле по пьесе Михаила Дадашева, «Ложная традиция» (гор.-евр. «Дургуне гIэдот»), она играла роль жены, Аснат. Играла в комедии по пьесе Юно Семенова «Сожаления за не обучение» (гор.-евр. «Пешмуни не хундеи»). Мозоль Израилова также сыграла в пьесе Ирины Михайловой «Давай поженимся» (гор.-евр. «Биё эвленмиш бошим»), где она играла роль ведущей  телепередачи, Момо Ханукаевой.
Мозол Израилова также работала в театре помощником режиссера. Она обучала начинающих актёров чтению с листа, помогала в актёрской игре. Главным режиссером был Лев Манахимов.
Мозол Израилова с театрам выступала в Избербаше, Махачкале, показывали спектакли в Кабардино-Балкарии, Нальчике и Красная Слобода.
Она свободно общается на азербайджанском, понимает лезгинский и табасаранский.
Примерно в 2018 году Мозоль Израилова прекратила выступать в театре и уехала из Дербента.

## Семья
- сын Рамиль Израилов[5]
- внук Имам[5]

## Награды
- «Заслуженный работник культуры Республики Дагестан»